# 멀티링크 식 서스펜션
멀티링크 식 서스펜션(Multi-link suspension)은 더블 위시본 식 서스펜션을 기본으로 개발된, 암(arm)에 의해서 형성되는 서스펜션 형식 중 하나다.

## 개요
다임러 벤츠 사가 5링크 구성의 리어 서스펜션을 개발하여 멀티링크 서스펜션이라 이름붙였다. 세미 트레일링 암 서스펜션의 한계를 극복하기 위해 개발되어 1982년 발표된 메르세데스 벤츠 190E(W201)에 처음으로 탑재된 후 지금까지 그 구성이 크게 바뀌지 않은 채 벤츠를 포함하여 여러 자동차 메이커에 의해 사용되고 있다. 
더블 위시본이 상하 두 개의 서스펜션 암에 의해서 이루어진 데에 비해, 멀티링크는 독립된 몇 개의 암으로 구성된다. 모든 암이 물리적으로 떨어져 있으므로 배치의 자유도가 커, 보다 세세한 세팅을 할 수 있게 된다.
또, 여러 개의 암으로 지지하므로 기하학 변화를 엄밀하게 관리할 수 있어 타이어를 노면에 접지시키는 능력이 뛰어나다. 때문에 큰 에너지를 받았을 때 불안정해지기 쉬운 고성능 FF(전륜구동 방식) 차량이나, 하이파워 후륜 구동 차량의 트랙션을 확보하려는 목적으로 리어 서스펜션으로 채용되는 경우가 많다.
각 암의 길이와 각도가 제각각 다르기 때문에, 고무 부시의 변형을 포함하여 설계가 좋지 않은 경우에는 스캐핑(트레드 변화에 의해 타이어가 노면에 가로 방향으로 끌리는 것)이 크고 움직임이 어색해지며 입력과는 다른 방향으로 차체가 흔들리는 등의 문제가 생긴다.
성능을 유지하기 위해서는 사용 과정에서 부시류를 엄밀하게 관리할 수 있으며 부시의 교환 주기 또한 짧다. 작업 공정과 조정 개소가 많기 때문에 분해나 조립 또는 그 후의 휠 얼라이먼트 조정에도 시간이 많이 걸리는 편이다. 시간 단축을 위해 부시를 교환하지 않고 암 어셈블리 교환을 추천하는 판매점도 있지만 당연히 부품 비용이 비싸지며, 어떤 경우도 다른 현가 방식에 비해 러닝코스트는 올라간다.
멀티링크 식 서스펜션은 기본적으로 가상 전타(轉舵)축을 가진 구조로 인식되어 있지만, 엄밀한 정의가 없기 때문에 "더블 위시본의 연장선상에 있는 형식"이라고 쓰여진 자료도 있다.
996형 포르쉐·911의 서스펜션과 같이 I 암과 세미 트레링 암을 조합한 것에서도 '가상 전타축'이 존재하므로 복수(주로 4개 이상)의 암으로 구성된 서스펜션의 총칭이라고 할 수는 없다.